# Poncha Springs
Poncha Springs est une ville américaine située dans le comté de Chaffee dans le Colorado.
Le nom de la ville provient de Joe Hartwick, un pionnier qui y cultivait du tabac (poncha dans une langue amérindienne) grâce à l'eau de sources chaudes (hot springs en anglais).

## Démographie
Selon le recensement de 2010, Poncha Springs compte 737 habitants. La municipalité s'étend sur 2,71 milles carrés (7,02 km2).
| 1880 | 1890 | 1900 | 1910 | 1920 | 1930 |
| ---- | ---- | ---- | ---- | ---- | ---- |
| 170  | 101  | 97   | 43   | 37   | 80   |

| 1940 | 1950 | 1960 | 1970 | 1980 | 1990 |
| ---- | ---- | ---- | ---- | ---- | ---- |
| 94   | 114  | 201  | 198  | 321  | 244  |

| 2000 | 2010 | - | - | - | - |
| ---- | ---- | - | - | - | - |
| 466  | 737  | - | - | - | - |